# Moyuta
Moyuta är en kommunhuvudort i Guatemala.   Den ligger i departementet Departamento de Jutiapa, i den södra delen av landet, 80 km sydost om huvudstaden Guatemala City. Moyuta ligger 1 285 meter över havet och antalet invånare är 8 145.

## Terräng och klimat
Terrängen runt Moyuta är huvudsakligen kuperad, men åt sydväst är den bergig. Moyuta ligger uppe på en höjd. Runt Moyuta är det ganska tätbefolkat, med 96 invånare per kvadratkilometer. Närmaste större samhälle är Jalpatagua, 13,8 km nordost om Moyuta. Omgivningarna runt Moyuta är en mosaik av jordbruksmark och naturlig växtlighet.